# Burbidgea
Genre
Classification APG III (2009)
Burbidgea est un genre de plantes herbacées de la famille des Zingiberaceae.
En 1879, Sir Joseph Dalton Hooker, fils de Sir William Jackson Hooker, fit la première description du genre et de Burbidgea nitida dans le "Curtis's Botanical Magazine" (volume 105, Tab. 6043).
Il dédia le genre au botaniste britannique Frederick William Burbidge, jardinier et explorateur britannique (1847-1905), qui a découvert Burbidgea nitida lors d'une expédition dans le Nord-Ouest de Bornéo, dans le district de Murut, dans des forêts ombragées situées entre les rivières Lawas et Trusan.

## Liste d'espèces
Selon World Checklist of Selected Plant Families (WCSP) (16 juil. 2010)
- Burbidgea longiflora (Ridl.) R.M.Sm. (1972)
- Burbidgea nitida Hook.f. (1879)
- Burbidgea pauciflora Valeton (1906)
- Burbidgea schizocheila Hackett (1904)
- Burbidgea stenantha Ridl. (1937)

Selon NCBI (16 juil. 2010)
- Burbidgea nitida
- Burbidgea pauciflora
- Burbidgea pubescens
- Burbidgea schizocheila
- Burbidgea stenantha

## Espèces aux noms synonymes, obsolètes et leurs taxons de référence
Selon World Checklist of Selected Plant Families (WCSP) (22 sept. 2011) :
- Burbidgea pubescens Ridl., (1937) = Burbidgea schizocheila Hackett (1904)

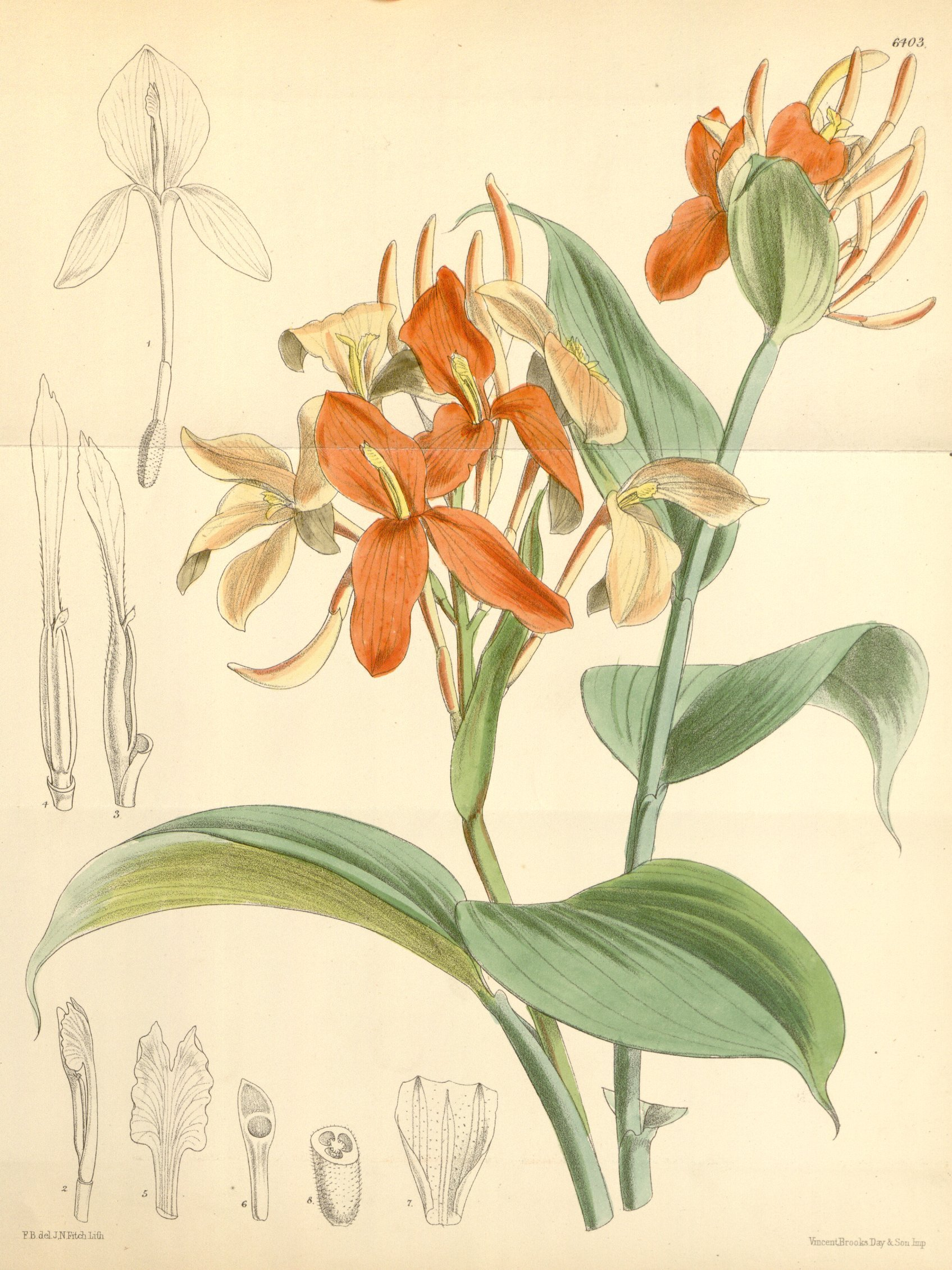
Burbidgea nitida Curtis's Botanical Magazine 1879.